# Bosmina (Bosmina) longirostris
Bosmina (Bosmina) longirostris is een watervlooiensoort uit de familie van de Bosminidae. De wetenschappelijke naam van de soort is voor het eerst geldig gepubliceerd in 1785 door O. F. Müller.